# Переезд (Саратовская область)
Переезд — село в Екатериновском районе Саратовской области.

## География
Расположено на берегу реки Аткара неподалёку от станции Екатериновка Приволжской железной дороги (линия Саратов-Ртищево).

## История
Село основано переселенцами из Тамбовской и Рязанской губерний в 1797 году.
В селе сохранился действующий каменный храм во имя святого Архистратига Божия Михаила (построен в 1906 году). Храм построен по предложению почётного гражданина города Моршанска Михаила Михайловича Рымарёва на его собственные средства. Руководил постройкой храма инженер А. Н. Клементьев. В начале 1930-х годов храм был закрыт, однако не был разрушен, хотя и понёс некоторые утраты. В мае 1991 года храм был передан верующим и открыт для служб. В 2005 году на храме были установлены малые купола.

## Известные жители
- Архангельский, Виктор Васильевич (1903—1960) — комдив в Великой Отечественной войне, генерал-майор.
- Воробьёв, Андрей Матвеевич (1918—1983) — председатель Вологодского облисполкома (1962—1965).